# Pentagramma

Pentagramma vuoto

Nella notazione musicale il pentagramma, o rigo musicale, è un elemento grafico costituito da cinque linee parallele orizzontali che delimitano quattro spazi di uguale altezza, tramite il quale viene annotata la trascrizione di una o più linee melodiche musicali. Il termine deriva dal greco antico  πέντα?, pénta ("cinque") e γράμμα, grámma ("scrittura, lettera").

## Storia

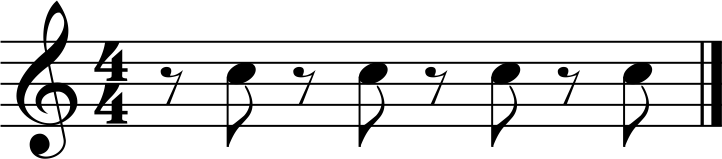
Pentagramma usato per annotare in chiave di sol una sola battuta, in tempo di, composta da quattro pause e quattro do da (crome) alternati in contrattempo

La sua storia parte dal IX secolo d.C. con il passaggio dalla notazione adiastematica (senza rapporto esatto di intervalli) a un primo esempio di notazione diastematica (dove le altezze sono determinate) con la breve parentesi della notazione daseiana e, in seguito, l'introduzione di una linea tirata a secco - cioè incisa a pressione sulla pergamena - e poi disegnata. In seguito le linee divennero due, contraddistinte dalle lettere C (DO) e F (FA), colorate rispettivamente in rosso e giallo, per poi passare alle quattro del tetragramma, introdotto poco dopo l'anno Mille da Guido d'Arezzo. 
L'attuale pentagramma risale invece al teorico musicale Ugolino da Forlì.

## Caratteristiche
Le linee sono comunemente chiamate righe (al singolare rigo); sulle righe e negli spazi si scrivono le note, le pause ed altri simboli.
La numerazione delle righe e degli spazi viene, per convenzione, effettuata con ordine crescente dal basso verso l'alto. 
Ogni spazio identifica uno scarto di una nota rispetto alle righe da cui è delimitato, in più rispetto al rigo inferiore e in meno rispetto al rigo superiore; analogo meccanismo riguarda ciascun rigo rispetto agli spazi tra cui è posto (e pure le estensioni sopra il 5º rigo e sotto il 1º, quali le posizioni negli spazi esterni al pentagramma e quelle create dai tagli addizionali).
Adottando quindi ad esempio la chiave di Sol, che fissa il Sol sul 2º rigo, avremo che una nota posta sul 1º rigo sarà dunque inferiore di 2 note rispetto al Sol (1 spazio e 1 rigo), e vista la scala musicale risulterà quindi un Mi.
Il pentagramma può essere:
- semplice: per la voce umana e per gli strumenti musicali di limitata estensione fonica, come archi e fiati, la cui gamma (o estensione) contiene un solo registro;

- doppio: formato da due pentagrammi uniti da una graffa, usato da strumenti come il pianoforte, l'arpa, l'harmonium, la fisarmonica e la celesta, la cui gamma comprende anche i suoni degli strumenti citati in precedenza; i due pentagrammi permettono di distinguere i suoni da prodursi al pianoforte con la mano destra (rigo superiore) da quelli da prodursi con la mano sinistra (rigo inferiore), ciò tuttavia con molte eccezioni;

- triplo: usato prevalentemente per la notazione delle musiche d'organo; due pentagrammi per la/le tastiera/e e uno per le note affidate alla pedaliera;

A volte il pentagramma triplo è usato anche da compositori in brani pianistici di notevole complessità, come da Claude Debussy nei Préludes (Feux d'artifice).
- multiplo: serve per le partiture di complessi strumentali, complessi vocali e strumentali ed orchestre.

Sul pentagramma vengono tracciate righe verticali, dette stanghette, e l'insieme di valori compreso tra due stanghette è detto misura; nella prima misura viene specificata la chiave, seguita dall'armatura di chiave. L'indicazione del metro, ovvero del numero e del valore dei tempi di ogni misura, avviene soltanto ad inizio brano, salvo cambiamenti durante l'esecuzione.